# Marta Labazinová
Marta Labazinová (* 25. března 1987 Dzeržinsk, Nižněnovgorodská oblast) je ruská zápasnice – judistka.

## Sportovní kariéra
S judem/sambem začínala v rodném Dzeržinsku. Připravuje se v armádním sportovním centru v Nižnim Novgorodu. V ruské ženské reprezentaci se pohybuje od roku 2007 v polostřední váze do 63 kg se střídavými úspěchy. V roce 2012 jí o jedno postupové místo utekla účast na olympijských hrách v Londýně. V roce 2016 se na olympijské hry v Riu nekvalifikovala.

### Vítězství
- 2014 – 1x světový pohár (Düsseldorf)
- 2015 – 1x světový pohár (Praha)

## Výsledky
| Turnaj             | 2003       | 2004       | 2005       | 2006             | 2007             | 2008             | 2009             | 2010             | 2011             | 2012             | 2013             | 2014             | 2015             |
| Turnaj             | 16         | 17         | 18         | 19               | 20               | 21               | 22               | 23               | 24               | 25               | 26               | 27               | 28               |
| Turnaj             | lehká váha | lehká váha | lehká váha | polostřední váha | polostřední váha | polostřední váha | polostřední váha | polostřední váha | polostřední váha | polostřední váha | polostřední váha | polostřední váha | polostřední váha |
| ------------------ | ---------- | ---------- | ---------- | ---------------- | ---------------- | ---------------- | ---------------- | ---------------- | ---------------- | ---------------- | ---------------- | ---------------- | ---------------- |
| Olympijské hry     |            | —          |            |                  |                  | —                |                  |                  |                  | —                |                  |                  |                  |
| Mistrovství světa  | —          |            | —          |                  | —                |                  | —                | úč.              | úč.              |                  | úč.              | úč.              | —                |
| Evropské hry       |            |            |            |                  |                  |                  |                  |                  |                  |                  |                  |                  | úč.              |
| Mistrovství Evropy | —          | —          | —          | —                | —                | —                | —                | —                | úč.              | úč.              | 2.               | —                | úč.              |
| ME do 23 let       | —          | —          | —          | —                | úč.              | —                | úč.              |                  |                  |                  |                  |                  |                  |
| MS juniorů         |            | —          |            | úč.              |                  |                  |                  |                  |                  |                  |                  |                  |                  |
| ME juniorů         | —          | —          | 3.         | 1.               |                  |                  |                  |                  |                  |                  |                  |                  |                  |
| ME dorostenců      | 7.         |            |            |                  |                  |                  |                  |                  |                  |                  |                  |                  |                  |